# Mirko Deanović
Mirko Deanović, né le 13 mai 1890 et mort le 16 juin 1984, est un romaniste croate. 

## Biographie
Mirko Deanović a été professeur de philologie romane à l’université de Zagreb et a été membre de l’Académie croate des sciences et des arts et de l’Académie slovène des sciences et des arts. Il a conçu l’Atlas linguistique méditerranéen.